# Je déteste les enfants des autres
Pour plus de détails, voir Fiche technique et Distribution.
Je déteste les enfants des autres est un film français réalisé par Anne Fassio et sorti en 2007.

## Synopsis
Trois couples partent en vacances dans le sud de la France avec leurs enfants respectifs. Mais difficile de supporter les enfants des autres surtout quand les méthodes d'éducation diffèrent grandement.

## Fiche technique
- Titre : Je déteste les enfants des autres
- Réalisation : Anne Fassio
- Scénario : Anne Fassio
- Photographie : Philippe Piffeteau
- Décors : Clotilde Lourd et Jean-Marc Tran Tan Ba
- Costumes : Karine Serrano
- Son : Abdelkrim-Karim Belfitah, Claire Meurine, Agnès Ravez et François Groult
- Montage : Fabrice Rouaud
- Musique : Philippe Cohen-Solal
- Production : Delante Films
- Pays d'origine :  France
- Genre : Comédie
- Durée : 90 minutes
- Date de sortie : 
  - France : 4 juillet 2007

## Distribution
- Élodie Bouchez : Cécile
- Valérie Benguigui : Louise
- Lionel Abelanski : Fred
- Axelle Laffont : Pénélope
- Arié Elmaleh : Sami
- Cannelle Carré-Cassaigne : Luna
- Barthélemy Guillemard : Yanis
- Nicolas Jouxtel : Paolo
- Clémence Lassalas : Colombe
- Garance Le Guillermic : Sataya
- Marie Elisabeth Bronn : Rose
- Julie de Bona : Sophia
- Hayden Christensen : Mickaël l'éducateur